# Mohamed Diaby
Lamine Mohamed Diaby (Grasse, 3 settembre 1996) è un calciatore francese, centrocampista del Portimonense.

## Caratteristiche tecniche
È un mediano.

## Carriera
Ha esordito in Primeira Liga il 10 agosto 2019 disputando con il Paços Ferreira l'incontro perso 5-0 contro il Benfica.

## Palmarès

### Club

#### Competizioni nazionali
- Segunda Liga: 1

Paços Ferreira: 2018-2019